# England Dan & John Ford Coley
England Dan & John Ford Coley was een Amerikaans softrock-duo, bestaande uit Danny Wayland 'England Dan' Seals en  John Edward 'John Ford' Coley. Seals was de jongere broer van Jim Seals van het jaren 1970 softrock-duo Seals & Crofts.

## Geschiedenis
Het duo begon toen ze vrienden en klasgenoten waren op de W.W. Samuell High School in Dallas. Seals en Coley traden eerst op als deel van de pop/psychedelische band Southwest F.O.B. (Freight on Board), wiens materiaal werd heruitgebracht op cd door Sundazed Records.
Beiden trokken door het muziekcircuit van Texas, waar ze in 1969 de hit The Smell of Incense plaatsten in de pophitlijst (#43). Deze band speelde op de affiche van bands als Led Zeppelin. Eens in de band, begonnen Seals en Coley hun eigen akoestische act Colley and Wayland. De act werd hernoemd naar England Dan & John Ford Coley en het duo tekende bij A&M Records. In 1971 verhuisden ze naar Los Angeles, waar ze openden voor talrijke bands. Hun eerste kans kregen ze in 1972 met de song Simone, die de toppositie in Japan innam en die zich ook in Frankrijk in de hitijst plaatste. In de Verenigde Staten was dit niet het geval.
Het duo werd bevrijd van hun contract bij A&M na drie albums. Niet ontmoedigd ging het duo door en stuitten op de song I'd Really Love to See You Tonight, geschreven door de jonge songwriter Parker McGee uit Mississippi. Ze namen een demo op een speelden deze af in het kantoor van Bob Greenberg van Atlantic Records. Dit label had een dochterlabel (Big Tree Records) in hetzelfde kantoor en Doug Morris, de oprichter van Big Tree Records, hoorde de song via de muur en kwam poolshoogte nemen. Toen Greenberg negatief oordeelde, kregen ze een aanbod van Morris.
Het duo werd ook vermeld met schrijven en vertolken van It's All Up To You, de themasong van de NBC jeugd-dramaserie James at 15.
Het duo had zes top 40-singles tussen 1976 en 1979: I'd Really Love to See You Tonight (1976), Nights Are Forever Without You (een McGee compositie) (1976), It's Sad to Belong (1977), Gone Too Far (1977), We'll Never Have to Say Goodbye Again (1978) en Love Is the Answer (geschreven door Todd Rundgren) (1979).

## Verder
Seals werd een succesvol countrymuzikant tijdens de jaren 1980 en scoorde hits met Meet Me in Montana (met Marie Osmond) en Bop. Seals overleed op 25 maart 2009, na een behandeling van mantle cell lymphoma.
Coley deed tv- en filmwerk tijdens de jaren 1980 en ging terug naar een actieve tournee-agenda tijdens de jaren 1990 en 2000 en was co-producent voor acts als Eddie Money (met Vince Gill) en Tom Wurth.

## Discografie

### Singles
- 1972:	New Jersey
- 1972: Simone
- 1976:	I'd Really Love to See You Tonight
- 1976: Nights Are Forever Without You
- 1977:	It's Sad to Belong
- 1977: Gone Too Far
- 1978: We'll Never Have to Say Goodbye Again
- 1978: You Can't Dance
- 1978: If the World Ran Out of Love Tonight
- 1978: Westward Wind
- 1979:	Love Is the Answer
- 1979: What Can I Do with This Broken Heart
- 1980:	In It for Love
- 1981:	Part of Me Part of You

### Albums
A&M Records
- 1971:	England Dan & John Ford Coley
- 1972:	Fables
- 1976:	I Hear the Music

Big Tree Records
- 1976: Nights are forever
- 1977:	Dowdy Ferry Road
- 1978:	Some things don't come easy
- 1979:	Dr. Heckle and Mr. Jive
- 1979: The Best of England Dan and John Ford Coley
- 1980:	Just Tell Me You Love Me (soundtrack)
- 1981:	The Best of England Dan and John Ford Coley Vol. 2

Rhino Records
- 1996:	The Very Best of England Dan and John Ford Coley

### NPO Radio 2 Top 2000
| Nummer met noteringen in de NPO Radio 2 Top 2000 | '99  | '00 | '01  |
| ------------------------------------------------ | ---- | --- | ---- |
| I'd Really Love to See You Tonight               | 1849 | -   | 1865 |

1. ↑  Een '-' betekent dat het nummer niet was genoteerd en een vetgedrukt getal geeft de hoogste notering aan.
2. ↑  Deze tabel is bijgewerkt tot en met de laatste editie (2024).